# 1865

## Esdeveniments
Països Catalans
- 7 d'agost - Barcelona: Estrena de l'obra Liceistes y «Cruzados», de Frederic Soler, al Teatro de Variedades.[1]

Resta del món
- 9 d'abril - Estats Units: Després de la victòria del general Grant davant del general Lee, a Appomattox, es rendeixen els exèrcits confederats. És el final de la Guerra de Secessió dels Estats Units.
- 17 de setembre: Joan Prim i altres generals espanyols es pronuncien a Cadis contra el règim d'Isabel II. L'episodi, conegut com La Gloriosa, va donar peu a la Revolució de 1868 i al període de l'anomenat Sexenni Revolucionari.[2]
- 18 d'octubre - Leipzig: Creació de l'Associació General de Dones Alemanyes (ADF) primera associació de dones a Alemanya, que reclamava educació i drets laborals.[3]
- 18 de desembre - Estats Units: l'esclavatge és abolit als Estats Units, amb la 13a esmena.
- 24 de desembre - Pulaski (Tennessee, EUA): el general Nathan Bedfortd Forrest, amb altres veterans confederats, funda el Ku Klux Klan.

## Naixements
Països Catalans
- 27 de febrer, Sabadell: Domenec Ceret i Vilà, actor i director de cinema català.
- 16 de març, Barcelona: Carme Karr i Alfonsetti, periodista, escriptora, feminista, pacifista, musicòloga i publicista catalana (m. 1943).[4]
- 20 d'abril, Melrose, Massachusetts: Mary Foster, bioquímica, investigadora i pedagoga estatunidenca (m. 1960).[5]
- 22 de maig, Barcelona: Enric Morera i Viura, compositor català.[6]
- 3 de juny, Alcoi: Vicent Pascual Pastor, arquitecte valencià.
- 4 de novembre, Calonge, Empordà: Enric Lluís Roura i Vilaret, empresari suro-taper i polític de la Lliga Regionalista.
- 17 de novembre, Barcelona, Barcelonès: Josefa Teixidor i Torres, pintora catalana (m. 1914).[7]
- 29 de novembre, Vilanova i la Geltrú: Teresa Mañé, coneguda com a Soledad Gustavo, escriptora, mestra i periodista catalana lliurepensadora, referent de l'anarquisme espanyol.[8]
- 27 de desembre, Barcelona: Jaume Novellas i de Molins, escriptor i poeta català (m. 1939)

Resta del món
- 26 de gener, Abando, Bilbao: Sabino Arana, polític i ideòleg del nacionalisme basc.
- 2 de març, Viena: Elise Richter, romanista austríaca i professora de la Universitat de Viena (m. 1943).[9]
- 8 de març, Bloomington (Illinois), EUA: Frederic Goudy, dissenyador de tipus d'impremta estatunidenc (m. 1947)[10]
- 10 de març, Pequín (Xina): Tan Sitong, filòsof i polític xinès (m. 1898).[11]
- 1 d'abril, Viena, Imperi Austrohongarès: Richard Adolf Zsigmondy, químic alemany, Premi Nobel de Química de 1925 (m. 1929).[12]
- 9 d'abril, Prússia, Erich Ludendorff, militar alemany, general i segon oficial d'estat major (m. 1937).[13]
- 15 d'abril, Cracòvia: Olga Boznańska, pintora polonesa (m. 1940).[14]
- 15 de maig, Glasgow, Escòciaː Alice Everett, astrònoma i enginyera britànica (m. 1949).[15]
- 25 de maig:
  - Zonnemaire, Zelanda, Països Baixos: Pieter Zeeman, físic neerlandès, Premi Nobel de Física 1902 (m. 1943).[16]
- 3 de juny, Marlborough (Anglaterra): Jordi V del Regne Unit, rei del Regne Unit de la Gran Bretanya i Irlanda (1910-1922), rei del Regne Unit de la Gran Bretanya i d'Irlanda del Nord (1922-1936), emperador de l'Índia (1910-1936), rei dels Dominis Britànics d'Ultramar (1910-1936, i rei d'Irlanda (1922-1936) (m. 1936)[17]
- 4 de juny, Florència: Guido Gasperini, musicòleg.[18]
- 9 de juny, Sortelung, a l'Illa de Fiònia, Dinamarca: Carl Nielsen, compositor danès (m. 1931).[19]
- 13 de juny, Dublín, Irlanda: William Butler Yeats, poeta i dramaturg irlandès, Premi Nobel de Literatura de 1923 (m. 1939).[20]
- 19 de juny, Liverpool, Anglaterra: May Whitty, actriu anglesa, eminentment de teatre (m. 1948).[21]
- 24 de juny, Dublín: Harry Plunket Greene, bariton.
- 29 de juny, Madrid: Joaquín Abati y Díaz, llibretista de sarsueles.
- 14 de juliol - Schaerbeek, Bèlgica: Marguerite Verboeckhoven, pintora belga (m. 1949).[22]
- 13 d'agost, Xangai: Emma Eames, soprano estatunidenca (m. 1952).[23]
- 14 d'agost, Messina, Regne d'Itàlia: Pietro Gori, advocat, intel·lectual, poeta i combatent anarquista.
- 6 de juliol, Viena, Arxiducat d'Àustria: Émile Jaques-Dalcroze, compositor, músic i educador musical suís, que va desenvolupar el mètode Dalcroze (m. 1950).[24]
- 13 d'agost, Xangai: Emma Eames, soprano estatunidenca (m. 1952).[25]
- 27 d'agost, Marietta, Ohio, EUA: Charles Gates Dawes, advocat i polític, Premi Nobel de la Pau de 1925 (m. 1951).
- 23 de setembre - Bessines-sur-Gartempe, Llemosí: Suzanne Valadon, pintora impressionista francesa (m. 1938).[26]
- 1 d'octubre, París, França: Paul Dukas, compositor francès (m. 1935).[27]
- 12 d'octubre, Manchester, Anglaterra: Arthur Harden, bioquímic britànic, Premi Nobel de Química l'any 1929 (m. 1940).
- 2 de novembre, Corsica, Ohio, EUA: Warren G. Harding, 29è president dels Estats Units (m. 1923).[28]
- 20 de novembre, París: Berthe Weill, marxant d'art francesa, primera galerista europea, descobridora de les avantguardes (m. 1951).[29]
- 29 de novembre, Amsterdam (Països Baixos): Marie Wuytiers, pintora i dibuixant holandesa (m. 1944).[30]
- 4 de desembre, Swardeston, Norfolk (Anglaterra): Edith Cavell, infermera britànica (m. 1915).[31]
- 8 de desembre, Hämeenlinna, Finlàndia: Jean Sibelius, compositor finlandès (m. 1957).[32]
- 30 de desembre, Maharashtra, Índia britànica: Rudyard Kipling, escriptor en anglès, premi Nobel de Literatura el 1907.
- Alois Ladislov Vymetal, compositor txec.
- Lequena, Èlide, Grècia: Andreas Karkavitsas, escriptor naturalista grec.

## Necrològiques
Països Catalans
- 5 de març, Palma: Maria Ferrer Arbona, pedagoga iniciadora del col·legi de la Puresa de Palma (n. 1777).[33]
- 23 de setembre, Barcelona: Isolina Porcell i Mas, actriu i soprano catalana (n. 1837).[34]

Resta del món
- 12 de gener, Edo (Japó): Utagawa Kunisada, artista dissenyador de xilografies.
- 19 de gener, Passy-lès-Paris, França: Pierre-Joseph Proudhon, un dels pares de l'anarquisme modern (56 anys).
- 15 d'abril, Washington DC, EUA: Abraham Lincoln, 16è President dels Estats Units d'Amèrica (assassinat, 56 anys)[35]
- 30 d'abril, Londres, Anglaterra: Robert FitzRoy, explorador i meteoròleg anglès (n. 1805)[36]
- 23 de juliol, Nantes: Jean-Louis Tulou, flautista i compositor que adquirí gran renom com a concertista de flauta.
- 18 d'octubre: Brocket Hall, Hertfordshire, Anglaterra: Henry John Temple, polític anglès (80 anys).[37]
- 31 de desembre, Estocolm, Suècia: Fredrika Bremer, escriptora i activista sueca (n. 1801).[38]